# BT-11教練機
Aircraft Research XBT-11是一款基礎教練機，由新澤西州本迪克斯的飛機研究公司（前身為維達爾研究公司(英語：Aircraft Research Corp)）透過模製「Weldwood」（一種由熱和壓力加壓而成的「塑膠」膠合板複合材料)製造而成-處理苯酚酚醛樹脂和木材的方法與Duramold工藝類似。Duramold和Haskelite工藝於 1937年首次開發，隨後歐仁·路德·維達爾的Weldwood於1938年開發。然而，該機於1940年提出的生產合約在建造之前就被取消了。

## 外部連結
- https://web.archive.org/web/20100411065456/http://personal.psu.edu/users/d/o/dob104/aviation/us/btrainer.html